# Harlem

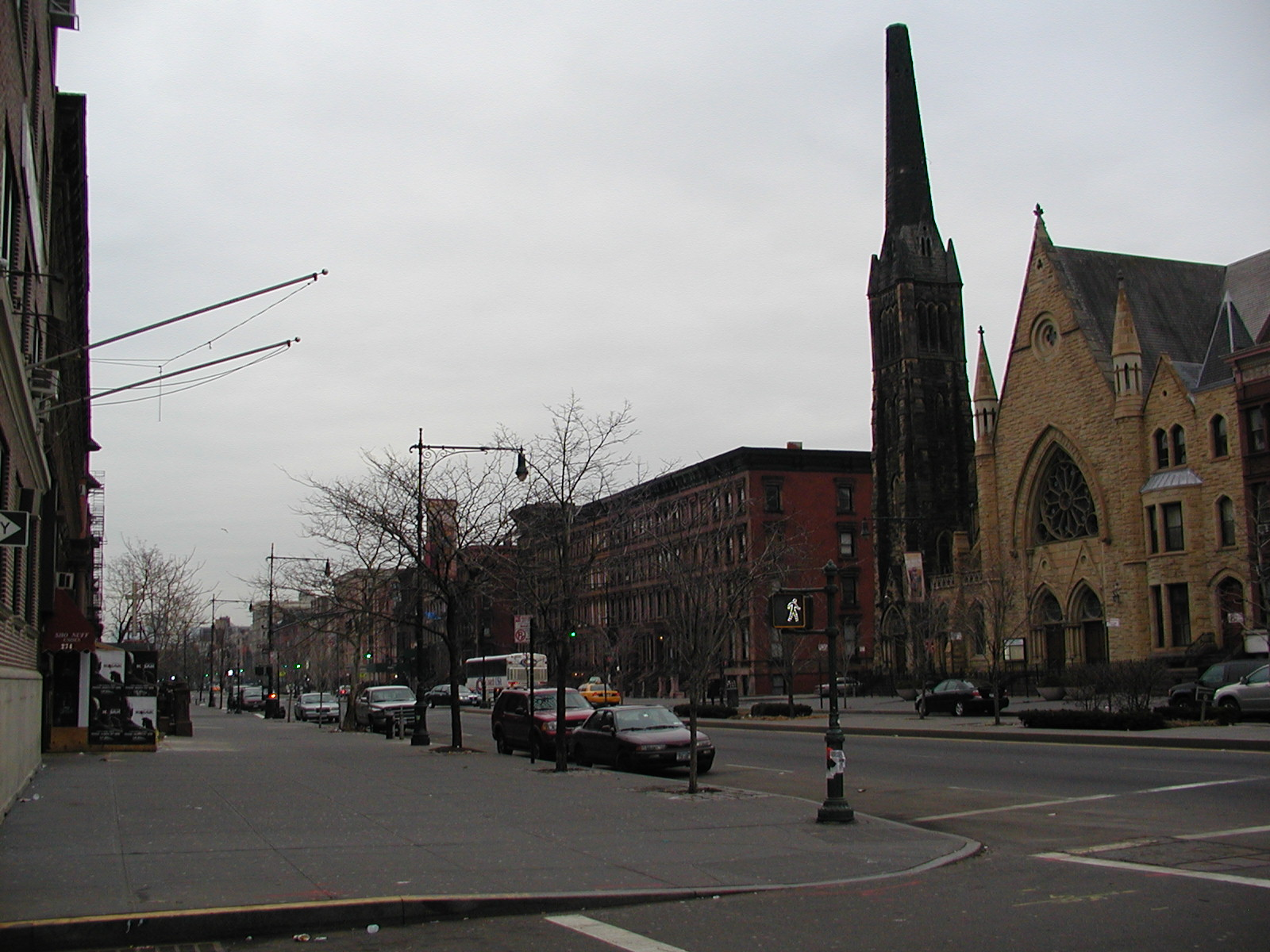
Lenox Avenue, centrum Harlemu

Harlem je samostatná newyorská čtvrť v městském obvodě Manhattan se všemi možnými sociálními vrstvami obyvatel, historickými a kulturními památkami, známá ovšem také nepříliš bezpečnými ulicemi.

## Demografie
Počet lidí s trvalým bydlištěm na území Harlemu v posledních desetiletích neustále klesá: ještě v 50. letech zde žil asi jeden milion Afroameričanů, zatímco dnes jich tu žije asi jen 250 000. Optimisté to zdůvodňují novými programy bytové výstavby a vytvořením lepších životních podmínek pro Afroameričany i v jiných částech města, pesimisté naproti tomu tvrdí, že zástupy jsou jen ekonomickým tlakem vypuzovány z Manhattanu do okolních obvodů, především Bronxu, který se tak pomalu stává druhým Harlemem, a to i se všemi bezpečnostními riziky a problémy.[zdroj⁠?!]

## Poloha
Harlem se rozkládá v prostoru mezi severním okrajem Central Parku a 155. ulicí, na západě je ohraničen oblastí Morningside Heights a Washington Heights, na severu a východě potom řekou Harlem River, která tvoří přirozenou spojnici mezi Hudsonem a East River. Centrum čtvrti leží mezi 125. ulicí a třídou Lenox Avenue, tato oblast zaznamenala v poslední době značný rozmach, spojený s otevřením mnoha nových obchodů.

## Historie
Založen byl nizozemskými osadníky jako Nieuw Haarlem (podle města Haarlemu) a dlouho zůstal pouhou vesnicí. Během masového příchodu zahraničních imigrantů do Lower East Side se odtud mnozí starousedlíci střední třídy stěhovali dál na sever, právě do Harlemu. Tuto éru zde dodnes připomíná několik oblastí honosných domů, obývaných zámožnými afroamerickými rodinami, jako např. St. Nicholas Historic District (138. a 139. ulice mezi bulváry Frederick Douglass Boulevard a Adam Clayton Powell jr. Boulevard).
Po první světové válce byl New York všeobecně považován za ráj pracovních příležitostí a občanských práv pro černochy z Jihu, a Harlem se tak brzy stal výhradně černošskou čtvrtí. Za časů rozkvětu jazzu ve 20. a 30. letech patřily harlemské noční kluby, jako např. Cotton Club, k nejpopulárnějším lokálům města a v divadle Apollo Theater (253 West 125th Street), které dnes opět plní funkci koncertní síně, zahájila svou hvězdnou kariéru vedle mnoha jiných také slavná černošská zpěvačka Ella Fitzgeraldová.